# Das große Geheimnis (2014)
Das große Geheimnis (Originaltitel: Oorlogsgeheimen, englisch: Secrets of War) ist ein niederländisches Filmdrama für die Kinos aus dem Jahr 2014 nach einem Roman des Kinderbuchautors Jacques Vriens aus dem Jahr 2007.

## Inhalt
In einem kleinen Dorf in Holland 1943 dringen die deutsche Besatzung und der Krieg immer tiefer in das Leben der Kinder ein. Die beiden zwölfjährigen Jungen Lambert und Tuur sind beste Freunde, obwohl Lamberts Vater mit den Deutschen und Tuurs Familie mit dem Widerstand sympathisiert. Zunächst erzählen die Jungen noch niemandem vom gemeinsam gefundenen Versteck eines abgeschossenen alliierten Piloten in einem Höhlensystem. Nachdem Tuur jedoch entdeckt, dass Familien aus der Nachbarschaft in Güterwagen deportiert werden, radikalisiert er sich. Er versteht schließlich, dass seine Eltern und sein älterer Bruder im Widerstand gegen die Deutschen aktiv sind. In Lambert, dessen Vater inzwischen von den Deutschen als Bürgermeister eingesetzt geworden ist, beginnt er einen Verräter zu sehen. Als Tuur mit der neuen Mitschülerin Maartje flirtet und sich von Lambert abwendet, verrät Lambert, dass Maartjes Gastfamilie ein Schwein vor den Besatzern versteckt hält. Er ahnt dabei noch nicht, dass er damit Maartje – die mit richtigem Namen Tamar heißt und Jüdin ist – und ihre Gastfamilie in Lebensgefahr bringt. Als Tuur der verhafteten Tamar nach Maastricht hinterherfährt und selbst verhaftet wird, verspricht Lambert seinem Vater, in die Nazi-Jugend einzutreten, wenn er Tuur aus dem Gefängnis holt. Kurz nach Tuurs Freilassung verrät Maartjes Gastvater unter Folter die anderen Mitglieder des Widerstands. Obwohl das gesamte Dorf von deutschen Soldaten umstellt wird, kann Tuur mit seiner Familie über die Höhlen nach Belgien fliehen. Lambert unterstützt sie dabei. Das Schicksal von Tamar und der anderen Dorfbewohner bleibt offen.

## Preise
Der Film gewann:
Den Audience Award des Internationalen Film Festivals Berkshire (BIFF) 2015,
den Golden Castle Bester Film des Castellinaria International Festival of Young Cinema 2014,
den Adult's Jury Award in der Kategorie Live-Action Feature des Chicago International Children's Film Festival 2014 und
den Audience Choice Award in der Kategorie Best Feature des Stony Brook Film Festivals 2015.